# Andrewsianthus australis
Andrewsianthus australis là một loài Rêu trong họ Jungermanniaceae. Loài này được J.J. Engel mô tả khoa học đầu tiên năm 1972.